# 주치 카사르
주치 카사르(몽골어: ᠵᠣᠴᠢ
ᠬᠠᠰᠠᠷ Jöči Qasar, 한국 한자: 拙赤合撒儿 졸적합살아: 1164년 ~ 1219년)는 예수게이와 호엘룬의 4남 1녀 중 둘째로, 칭기즈 칸의 바로 손아랫 남동생이다. 집사에 따르면 본명은 주치이고 카사르는 용맹하다는 뜻에서 붙은 별명이라고 한다. 살지합철(搠只哈撒)로도 불린다.
옹기라트부의 사신을 실수로 공격한 일과, 칭기즈 칸의 지시를 어기고 타타르인 1천 명을 살려둔 일로 칭기즈 칸에게 죽임당할 뻔 하였으나 어머니 호엘룬의 구명으로 처형을 모면하였다.

## 생애
카묵 몽골의 보르지긴 씨족 중 키야트부족의 부족장인 예수게이와 그의 아내 호엘룬의 둘째 아들로 태어났으며, 후일의 칭기즈 칸이 된 테무진보다 2살 연하였다 한다. 정확한 생일은 전하지 않는다. 본명은 주치인데, 카사르는 중세 몽골어로 용맹하다는 뜻 과 일종의 맹견(猛犬)이라는 뜻이 있다. 테무진의 첫 아들 주치와 이름이 비슷해 중국계 사서에서는 다른 한자로 번역하게 된다.
1171년 예수게이가 타타르에게 독살당하자 몽골부를 장악한  타이치우드 씨족의 타르구타이 쿠릴투크는 예수게이의 처자식을 부족에서 내쳤다. 1176년 예수게이 일가가 떠돌이 생활을 하는 와중, 예수게이의 서장자(즉 테무진과 카사르의 이복형) 벡테르가 식량을 빼돌렸다. 이 사실을 알게 된 테무진과 카사르가 벡테르의 앞뒤에서 활을 쏘아 죽여 버렸다.
1203년 칼라칼지드 사구 전투에서 테무진의 보르지긴 씨족이 자무카의 자다란 씨족에게 대패했을 때 카사르는 자기 아들들과 부하 몇과 함께 숲 속에 숨어 지냈다.
1206년 몽골 고원을 통일한 테무진, 칭기즈 칸은 동복형제인 카사르, 하치운, 테무게에게 좌익(오늘날의 내몽골 자치구 동쪽 끝 부분)을, 적자 주치, 차가타이, 우구데이에게 우익을 맡겼다. 우익은 서쪽으로 끝없는 정복전쟁을 벌였지만 좌익은 그에 비해 성과가 미미했다. 카사르는 훗날 만주라고 불리게 되는 중국 동북부의 땅과 한반도 접경을 정복했다. 주치 카사르에게는 현 내몽골 자치구의 후룬베이얼시 일대의 영지와 4천 호의 가구가 주어졌다.
1217년에 박수무당 텝 텡그리가 카사르가 불충하고 있다고 고발하자 호엘룬을 비롯한 친지들이 카사르를 변호했다. 샤머니즘 세력이 군주권에 위협이 된다고 판단한 칭기즈 칸은 카사르와 테무게를 시켜 텝 텡그리를 씨름을 빙자하여 죽였다.
우익이 정복한 영토는 칭기즈 칸의 아들들에게 나름 공평하게 분배된 데 반해, 좌익의 경우 막내동생 테무게가 큰형 칭기즈 칸의 편애를 받았다. 그래서 카사르와 하치운의 울루스(영지)는 테무게의 울루스보다 훨씬 작았다. 
1219년 카사르는 칭기즈 칸이 타타르 남성 1천 명을 전부 살해하라고 명령했으나, 이를 어기고 자신의 아내와 휘하에 살려두었다. 한편 옹기라트부가 몽골에 사절을 보내자 카사르는 사절을 간첩으로 오해하여 공격했는데, 이 일로 옹기라트가 자무카와 연합한 일이 있다. 칭기즈 칸은 이를 계기로 카사르를 체포, 처형하려 했으나 어머니 호엘룬이 칭기즈 칸의 막사를 찾아가 자신의 가슴을 드러내며, 형제를 살려줄 것을 요청했다. 칭기즈 칸은 카사르를 죽이지 않고 체포했다가 풀어주고, 대신 카사르의 영지 대부분을 몰수하고 1천 4백 호의 가구만 남겨두었다.
일설에는 주치 카사르는 칭기즈 칸에게 죽임당했다 한다. 후일 멀런 칸이 하르친부의 우네발라드 왕에게 암살당했는데, 몽골 황금사에 의하면 우네발라드 왕은  그의 원한으로 멀런 칸을 죽였다고 말했다 한다.

### 사후
칭기즈 칸과 대립했언 일로 칭기즈 칸의 다른 형제들의 후손보다 영지가 작았다 한다. 카사르의 울루스는 다싱안링산맥과 아르군강으로 둘러싸인 지역에 위치했다. 이후 중국이 정복된 뒤 산동성과 강서성에 카사르의 후손들의 영지가 추가적으로 주어졌다.
카사르의 후손들 중 일부는 원나라 때 뇌천왕(淄川王), 제왕(齊王)의 작위를 받았다.
몽골 중 하르친부의 일부는 주치 카사르의 후손들이었다.

## 기타
그의 조카 주치와의 구별을 위해 중국계 사서에서는 주치와를 술적(述赤)으로, 카사르는 술척(拙赤)이나 카사르로 기록하였다.